# 드라마 (장민호의 음반)
《드라마》는 2017년 발매된 대한민국의 가수 장민호의 첫 번째 트로트 정규 앨범으로 그가 아이돌 그룹 유비스로 데뷔한 지 20년만에, 그리고 2011년 트로트곡 〈사랑해 누나〉를 발표하며 트로트 가수로 전향한지 6년 만에 발매한 첫 정규 앨범이다.
앞서 2013년 장민호는 그의 대표곡 <남자는 말합니다> 포함 총 9트랙으로 구성된 EP 앨범을 발매하긴 했으나, 정규 앨범으로는 2017년 발매한 이 앨범이 첫 번째다.
한편 이 앨범의 수록곡 중 돌아가신 아버지를 그리며 장민호가 직접 작사, 작곡한 사부곡 〈내 이름 아시죠〉는 발매 3년 만에 음원차트를 역주행했고, 장민호가 TV조선 사랑의 콜센타 방송에서 부른 이 노래의 영상은 2023년 1월 기준 370만뷰를 돌파했다.

## 수록곡
| #            | 제목                          | 작사           | 작곡           | 편곡         | 재생 시간 |
| ------------ | ----------------------------- | -------------- | -------------- | ------------ | --------- |
| 1.           | 〈연리지(連理枝)〉            | 이용구         | 김근동         | 김근동       | 3:40      |
| 2.           | 〈드라마〉                    | 마경식         | 마경식         | 오승은       | 3:10      |
| 3.           | 〈남자는 말합니다〉           | 윤명선         | 양주           | 양주         | 3:17      |
| 4.           | 〈내 이름 아시죠〉            | 장민호         | 장민호, 유종운 | 유종운       | 3:34      |
| 5.           | 〈바람 같은 인생〉            | 박민호         | 박민호         | 박민호       | 3:34      |
| 6.           | 〈남자 대 남자〉              | 정동진         | 정동진         | 박광복       | 3:18      |
| 7.           | 〈내 동생〉                   | 설운도         | 설운도         | 이승수       | 3:14      |
| 8.           | 〈사랑해 누나〉               | 한정민, 김길래 | 한정민         | 정재원       | 3:02      |
| 9.           | 〈수은등〉                    | 유수태         | 김호남         | 박민호       | 2:55      |
| 10.          | 〈남자는 말합니다(JPN Ver.)〉 | 윤명선         | 양주           | 양주         | 3:30      |
| 11.          | 〈남자는 말합니다(CHN Ver.)〉 | 윤명선         | 양주           | 양주         | 3:30      |
| 12.          | 〈연리지(MR)〉                |                | 김근동         | 김근동       | 3:40      |
| 13.          | 〈드라마(MR)〉                |                | 마경식         | 오승은       | 3:10      |
| 14.          | 〈남자는 말합니다(MR)〉       |                | 양주           | 양주         | 3:17      |
| 15.          | 〈남자 대 남자(MR)〉          |                | 정동진         | 박광복       | 3:18      |
| 16.          | 〈내 이름 아시죠(MR)〉        |                | 장민호, 유종운 | 유종운       | 3:17      |
| 총 재생 시간 | 총 재생 시간                  | 총 재생 시간   | 총 재생 시간   | 총 재생 시간 | 53:43     |

## 같이 보기
- 장민호
- 남자는 말합니다